# نبرد سدان (۱۸۷۰)
نبرد سدان (به فرانسوی: Bataille de Sedan) طی جنگ فرانسه و پروس در روز ۱ سپتامبر ۱۸۷۰ میلادی رخ داد. این نبرد در نهایت به اسارت امپراتور ناپلئون سوم و عده زیادی از فرانسویان و سقوط دولت فرانسه انجامید. با این پیروزی پروسی‌ها، عملاً جنگ خیلی زود به نفع آنان تغییر یافت و حکومت ملی فرانسه نیز تبدیل به جمهوری شد.
ارتش ۱۲۰ هزار نفری فرانسه معروف به لشکر شالون، تحت فرماندهی مارشال پاتریس دو مک ماهون و با همراهی امپراتور ناپلئون سوم تلاش کرد که محاصره شهر متز را بشکند. متز توسط ارتش پروس زیر محاصره شدیدی قرار گرفته بود. لشکر سوم پروس به فرماندهی فیلد-مارشال هلموت فون مولتکه و با همراهی شاه پروس ویلهلم اول و صدراعظم اتو فون بیسمارک، ارتش مک ماهون را در سدان زمینگیر کرد. مک ماهون نیز طی نبرد زخمی شد و ارتش فرانسه نیز مدتی بعد تسلیم گشت.

## پایان نبرد

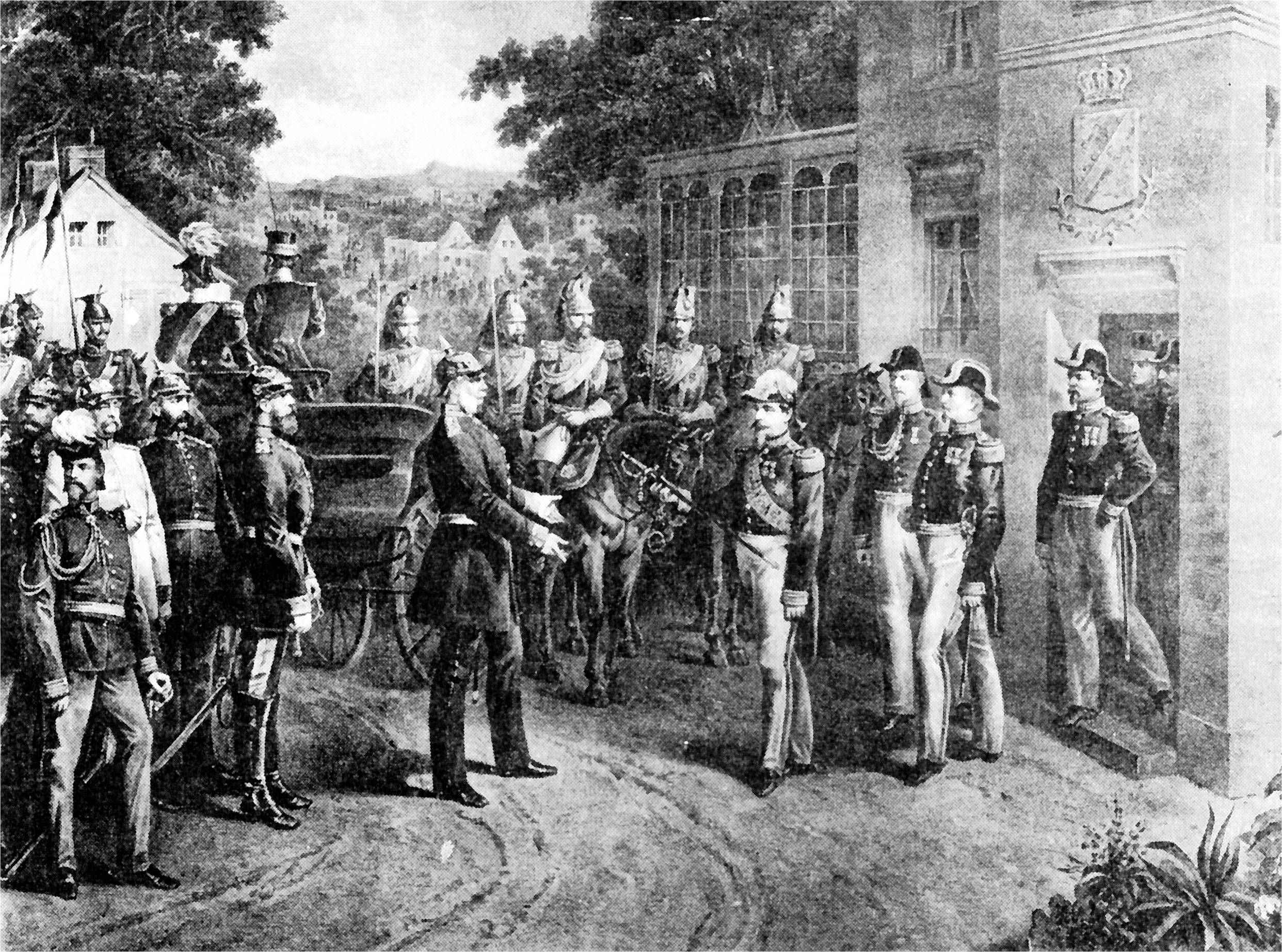
ناپلئون سوم شمشیر خود را تسلیم ارتش پروس نمود.

در پایان روز ناپلئون سوم، در حالی که هیچ امیدی به ادامه جنگ نداشت، دستور پایان نبرد را صادر کرد. فرانسویان متحمل ۱۷ هزار کشته و زخمی و ۲۱ هزار اسیر شدند. ناپلئون سوم فرمان داد که پرچم سفید را به نشانه آتش‌بس به اهتزاز درآورند و خود نیز روز بعد، ۲ سپتامبر ۱۸۷۰، تسلیم ارتش پروس گردید.
با رسیدن خبر اسارت امپراتور فرانسه به پاریس، ناگهان انقلابی خونین در این شهر برپا گشت و بلافاصله امپراتوری فرانسه سقوط کرد و دوره جمهوری سوم فرانسه آغاز شد.